# أليكسي بتروفيتش كاربوف
أليكسي بتروفيتش كاربوف (ولد في 30 يوليو 1952) هو مدرب سوفيتي - روسي في السباحة، مدرب مُكرَّم في روسيا، مدرب منتخب روسيا للسباحة منذ عام 1978.

## السيرة الذاتية
أليكسي بتروفيتش كاربوف هو مدرب مُكرَّم في روسيا، يعمل كمدرب في السباحة منذ عام 1978. على مر السنين، قدم مساهمة كبيرة في تطوير رياضة السباحة في روسيا، حيث قام بتدريب العديد من الرياضيين رفيعي المستوى.
لدى كاربوف سنوات عديدة من الخبرة في العمل مع المنتخب الوطني الروسي للسباحة. كما ترأس المنتخب الوطني للشباب للسباحة لعدة سنوات.
يعمل أليكسي بتروفيتش حاليًا كمدرب في نادي للسباحة في دبي (الإمارات العربية المتحدة)، ويواصل تطبيق معرفته وخبرته لتدريب أجيال جديدة من السباحين.
يحظى أليكسي كاربوف بتقدير الاتحاد الروسي للسباحة باعتباره أحد المدربين الرائدين في روسيا في مجال السباحة. تحظى أساليبه ونهجه في عملية التدريب بتقدير كبير في الأوساط المهنية.

## أبرز التلاميذ
فلاديمير شيميتوف - ماجستير فخرية في الرياضة في الاتحاد السوفيتي، حائز على الميدالية الفضية في الألعاب الأولمبية الصيفية 1980 - تتابع متنوع 4 × 100 متر (رجال)، حائز على جوائز متعددة في بطولات العالم للألعاب المائية، بطل مرتين في بطولات أوروبا للألعاب المائية، بطل متعدد للاتحاد السوفيتي.